# Federazione pallavolistica dell'Ucraina
La Federazione ucraina di pallavolo (ukr. Федерація Волейболу України, FVU) è un'organizzazione fondata nel 1991 per governare la pratica della pallavolo e del beach volley in Ucraina.
Organizza il campionato maschile e femminile, e pone sotto la propria egida la nazionale maschile e femminile.
Ha aderito alla FIVB nel 1991.